# Lloyd Russell-Moyle
Lloyd Cameron Russell-Moyle, né le 14 septembre 1986 à Brighton, est un homme politique britannique, membre du Parti travailliste.

## Biographie
Né à Brighton, Lloyd Russell-Moyle grandit dans la ville voisine de Lewes. Il se présente sans succès au conseil municipal de Lewes en 2014. Lors des élections législatives de 2015, il est candidat dans la circonscription de Lewes et finit en quatrième position avec environ 10 % des voix.
En janvier 2016, il prend la tête de la section travailliste de Brighton et Hove. Il est élu conseiller municipal de la cité quelques mois plus tard, remportant une élection partielle à Brighton-Est avec 58 % des suffrages. À l'occasion des élections générales britanniques de 2017, il est élu député de Brighton Kemptown avec 58,3 % des voix. Profitant notamment d'un accord avec les Verts qui ne présentent pas de candidat face à lui, il bat le député conservateur sortant Simon Radford-Kirby, élu de justesse deux ans plus tôt.
Soutien de Jeremy Corbyn, Russell-Moyle appartient à l'aile gauche du Parti travailliste. Ouvertement gay, il est membre du LGBT Labour (en).
Lors d'un débat aux Communes pour marquer le 30e anniversaire de la Journée mondiale de lutte contre le sida, Russell-Moyle révèle avoir été déclaré séropositif une décennie plus tôt. Il profita de l'occasion pour dénoncer la sérophobie face aux personnes présentant cette condition et mentionnant aussi "I have not only survived, I've prospered, and any partner I have is safe and protected" (Je n'ai pas seulement survécu, j'ai prospéré et les partenaires que j'ai eu ont été en sécurité et en protection) et faisant référence à sa charge virale indétectable et provoquant une discussion sur la prophylaxie pré-exposition dans les politiques de santé publique
En décembre 2018, il retire temporairement la masse cérémonielle de la chambre des communes de son emplacement pour protester contre la décision de Theresa May de repousser le scrutin au parlement au sujet du brexit.

## Résultats électoraux
Élections générales britanniques de 2019 — Brighton Kemptown :
| Parti politique         | Parti politique         | Nom                           | Voix   | %       | ±%   | Maj.  |
| ----------------------- | ----------------------- | ----------------------------- | ------ | ------- | ---- | ----- |
|                         | Travailliste Co-op      | Lloyd Russell-Moyle (sortant) | 25 033 | 51,58 % | −6,8 | 8 061 |
|                         | Conservateur            | Joe Miller                    | 16 972 | 34,97 % | −3,3 |       |
|                         | Libéraux-démocrates     | Ben Thomas                    | 2 964  | 6,11 %  | 3,1  |       |
|                         | Vert                    | Alexandra Phillips            | 2 237  | 4,61 %  | 4,6  |       |
|                         | Brexit                  | Graham Cushway                | 1 327  | 2,73 %  | 2,7  |       |
| Total des votes valides | Total des votes valides | Total des votes valides       | 48 533 | 100 %   |      |       |
| Électeurs inscrits      | Électeurs inscrits      | Électeurs inscrits            | 69 833 |         |      |       |